# Итапетинга
Итапетинга (порт. Itapetinga) — муниципалитет в Бразилии, входит в штат Баия. Составная часть мезорегиона Юго-центральная часть штата Баия. Входит в экономико-статистический микрорегион Итапетинга. Население составляет 63 243 человека на 2007 год. Занимает площадь 1609,515 км². Плотность населения — 39,29 чел./км².
Праздник города — 12 декабря.

## История
Город основан 12 декабря 1952 года.

## Статистика
- Валовой внутренний продукт на 2004 год составляет 386 057 000,00 реалов (данные: Бразильский институт географии и статистики).
- Валовой внутренний продукт на душу населения на 2004 год составляет 6411,00 реалов (данные: Бразильский институт географии и статистики).
- Индекс развития человеческого потенциала на 2000 год составляет 0,700 (данные: Программа развития ООН).